# Hiệp hội các Đô thị Việt Nam
Hiệp hội các Đô thị Việt Nam là tổ chức xã hội nghề nghiệp phi lợi nhuận tự nguyện của các đô thị tại Việt Nam.
Hiệp hội có tên giao dịch tiếng Anh là Association of Cities of Vietnam, viết tắt là ACVN.
Hiệp hội các Đô thị Việt Nam được thành lập năm 1992.
Điều lệ Hiệp hội các Đô thị Việt Nam được Bộ Nội vụ phê duyệt tại Quyết định số 32/2003/QĐ-BNV ngày 20 tháng 06 năm 2003.
Văn phòng Hiệp hội các Đô thị Việt Nam đặt tại địa chỉ Tầng 6, Cung Trí thức thành phố Hà Nội, số 1 phố Tôn Thất Thuyết, phường Dịch Vọng Hậu, quận Cầu Giấy, Hà Nội.

## Mục tiêu nhiệm vụ
Hiệp hội các Đô thị Việt Nam thúc đẩy quan hệ, trao đổi kinh nghiệm hỗ trợ lẫn nhau trong quản lý Nhà nước và xây dựng, phát triển kinh tế - xã hội của mỗi đô thị, góp phần vào sự nghiệp phát triển kinh tế - văn hóa xã hội của hệ thống đô thị Việt Nam cũng như của cả đất nước.
Hiệp hội các Đô thị Việt Nam có các nhiệm vụ.
1. Tổ chức các hoạt động gắn kết và mang lại lợi ích cho các hội viên. Tạo điều kiện để các đô thị giao lưu, trao đổi thông tin, kinh nghiệm và tìm kiếm cơ hội hợp tác, cùng nhau phát triển.
2. Tập hợp, phản ánh với Chính phủ, các Bộ, Ngành trung ương những bức xúc, khó khăn, vướng mắc trong quy hoạch, xây dựng, quản lý, phát triển đô thị và những bất cập về chế độ, chính sách đối với đô thị tham gia tư vấn xây dựng các cơ chế, chính sách, luật pháp liên quan đến quản lý đô thị.
3. Tổ chức các hình thức tập huấn, bồi dưỡng để nâng cao năng lực, trình độ cho cán bộ, công chức các đô thị.